# Museo M9
Il Museo M9, o Museo multimediale del '900,  è un museo etnografico e di storia contemporanea situato a Mestre, nel comune di Venezia.
Inaugurato nel dicembre 2018, lo spazio espositivo è concepito come espressione di cultura multimediale, architettura sostenibile, tecnologia, servizi per i cittadini e forme innovative di commercio.

## Storia
All'inizio degli anni 2000 si costituì un comitato di cittadini per realizzare un "museo di Mestre" presso la scuola Edmondo De Amicis che ripercorresse la storia mestrina fin dai tempi antichi, anche con l'esposizione di reperti archeologici rinvenuti in zona. Tale progetto venne però aspramente criticato, anche dal rieletto sindaco Massimo Cacciari che bocciò l'iniziativa bollandola come una semplice esposizione di "due coccetti". L'idea venne però rilanciata, avviando un progetto per la realizzazione di un'esposizione denominata Mestre '900 curata da Giorgio Sarto e dell'Assessorato alla cultura di Venezia al fine di costituire il "primo museo a Mestre", che ripercorresse la storia contemporanea della terraferma veneziana, la cui espansione demografica avvenne solo durante il XX secolo, in particolare tra il 1920 e il 1970.

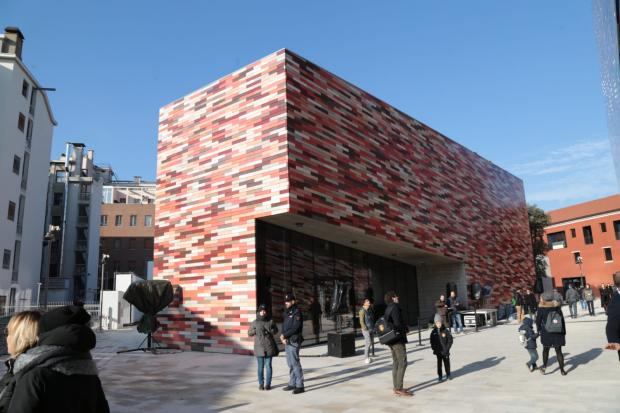
Inaugurazione del museo

Nel 2005 la Fondazione di Venezia (fondazione bancaria dell'ex Cassa di Risparmio di Venezia presieduta all'epoca da Giuliano Segre) acquista al prezzo di 30 milioni di euro, tra le vie Alessandro Poerio, Brenta Vecchia, Giovanni Pascoli e Corte Legrenzi, un intero isolato di circa 9.000 m² composto da vecchi edifici (ex caserma dell'Esercito "Edmondo Matter", ex caserma dei Carabinieri "Giovanni Pascoli" ed ex proprietà Volpato) situati a pochi passi dalla centralissima piazza Ferretto, con l'obiettivo di creare un nuovo polo e punto di riferimento della cultura e della crescita economico-sociale di Mestre, rendendo accessibili al pubblico luoghi fino ad allora non fruibili e rendendo possibile la convivenza di edifici storici con nuove architetture..

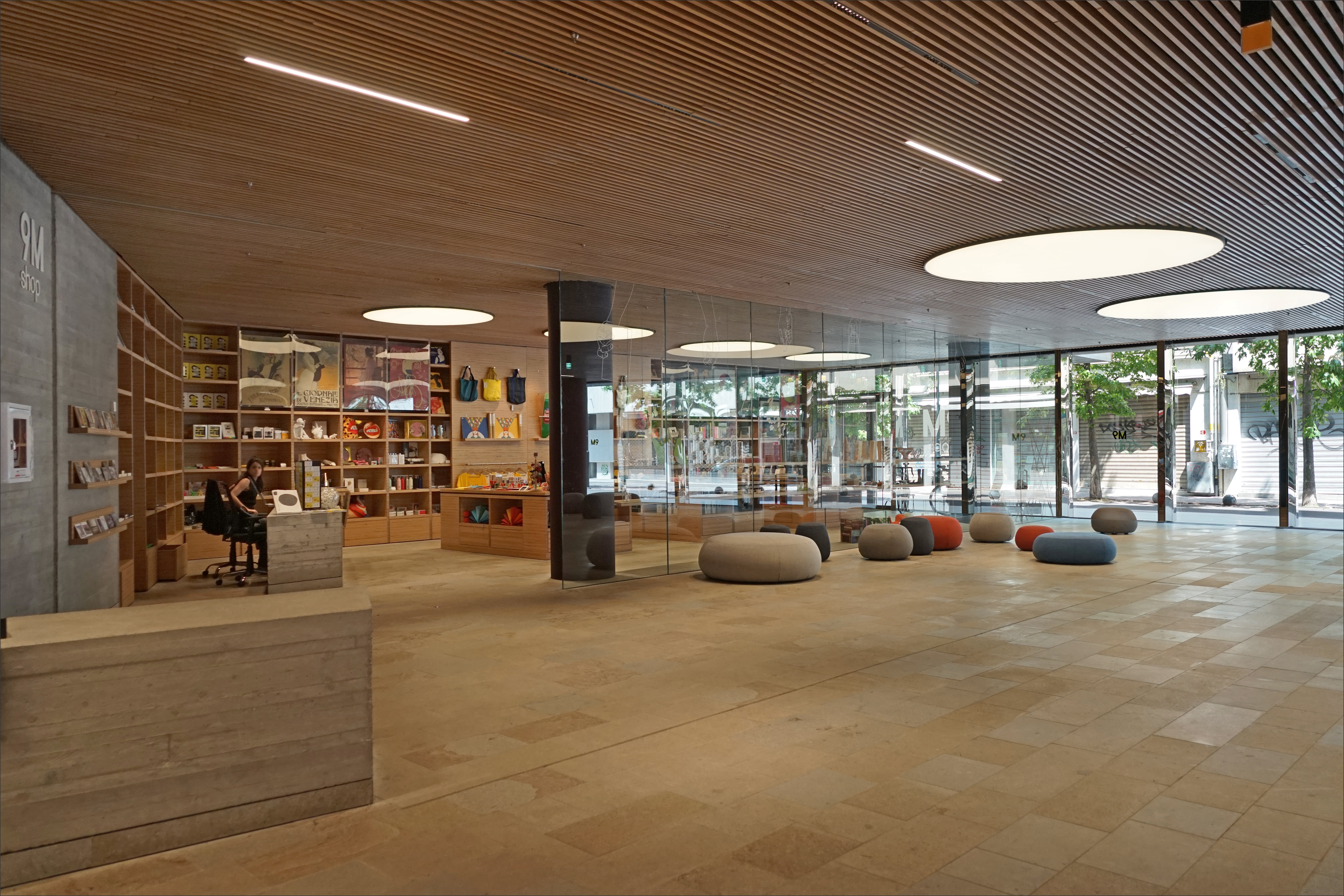
Sala d'ingresso

Nel 2008 la Fondazione di Venezia lancia un concorso internazionale per la riqualificazione dell'area, al quale hanno partecipato Carmassi Studio di Architettura (Italia), David Chipperfield Architects (Gran Bretagna/Italia), Agence Pierre-Louis Faloci (Francia), Mansilla+Tuñón Arquitectos (Spagna), Sauerbruch Hutton (Germania) e Souto Moura Arquitectos (Portogallo).
Il 27 agosto 2010, in occasione della mostra organizzata in concomitanza con la 12ª Biennale di Architettura per presentare i progetti alla cittadinanza e al pubblico, è stato rivelato vincitore lo studio Sauerbruch Hutton di Berlino.
Nel 2011 sono iniziate le demolizioni di alcuni vecchi edifici, mentre l'inaugurazione era inizialmente prevista per il 2014.

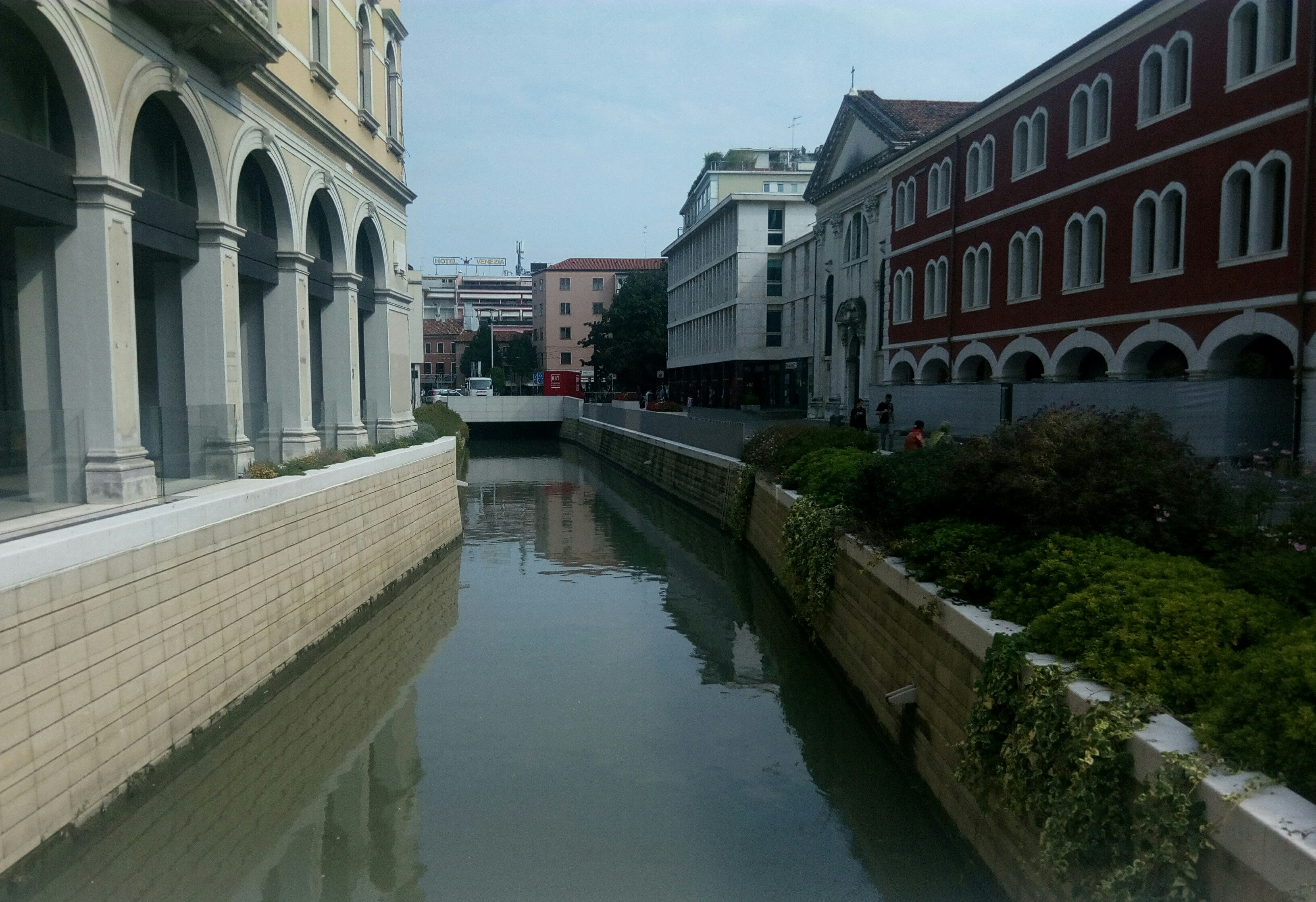
Il ramo Campana (o delle Muneghe) del fiume Marzenego a lato di via Alessandro Poerio, con a destra l'ex monastero di Santa Maria delle Grazie (ex caserma Edmondo Matter)

Nel 2013 Matthias Sauerbruch e Louisa Hutton redigono il progetto definitivo da 110 milioni di euro, che ha previsto la realizzazione dello spazio museale all'interno di un piccolo quartiere (micro smart city). In particolare, è stato restaurato l'ex monastero urbano di Santa Maria delle Grazie (risalente al XVI secolo e il cui chiostro interno è stato coperto, sede dell'ex caserma militare Matter) ed è stato recuperato un ex palazzo direzionale degli anni 1970, a cui sono stati affiancati tre nuovi edifici museali, ricoperti da ventimila piastrelle di ceramica di 13 colori diversi.
Definito come "il più importante progetto per contribuire al rilancio e allo sviluppo della terraferma veneziana", il museo è stato inaugurato il 1º dicembre 2018 alla presenza del Presidente del Senato Maria Elisabetta Alberti Casellati, del Ministro per i beni e le attività culturali Alberto Bonisoli e del sindaco di Venezia Luigi Brugnaro. Nel primo mese di apertura del museo si sono contati oltre 12.000 visitatori,, mentre nei mesi successivi la media è scesa circa 7.000 biglietti venuti. Nel giugno 2019 viene fondata l'associazione Amici dell'M9.
La ludoteca M-Children aperta nell'aprile 2018 ed ospitata nel polo museale M9 è inclusa tra i sette finalisti del premio Children in Museum Award 2019 organizzato dall'European Museum Academy e dall'organizzazione Hands On! International.

## Esposizione

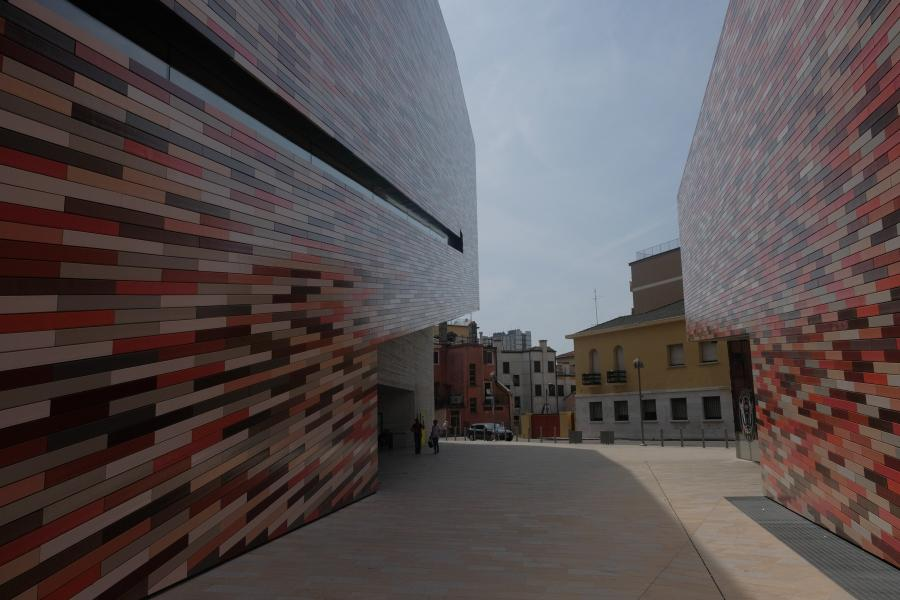
Museo M9

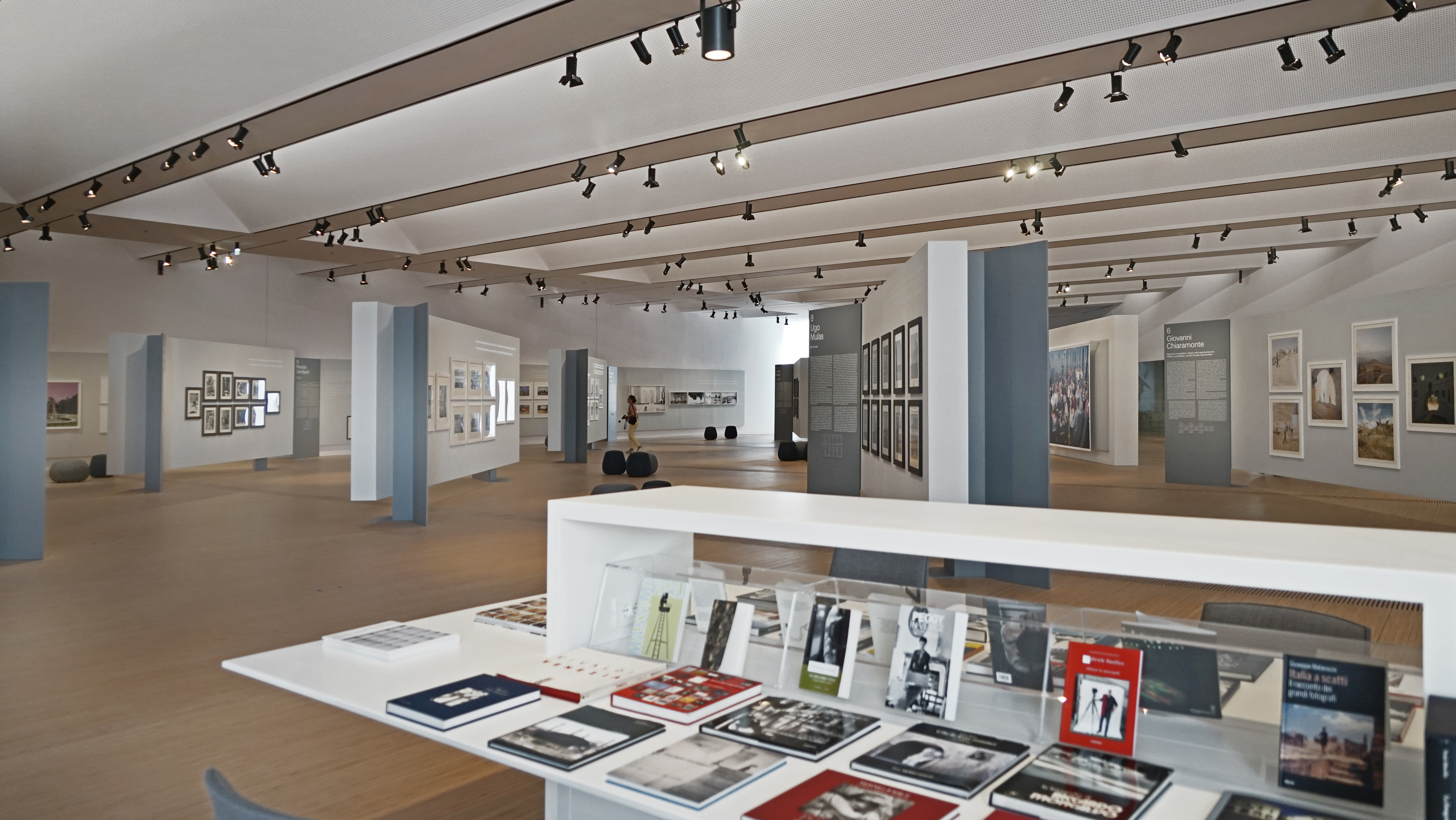
L'Italia delle fotografie

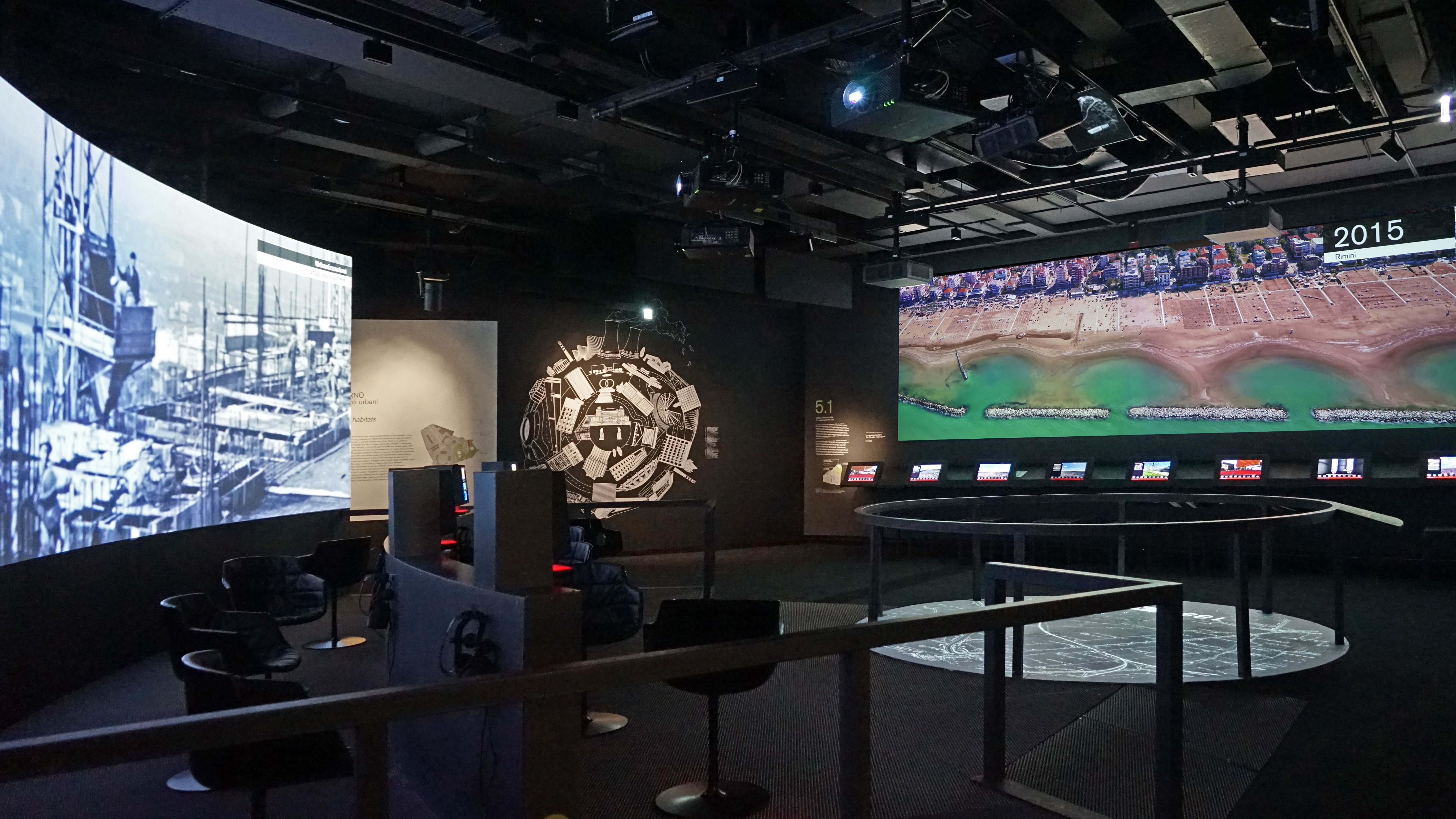
La trasformazione del paesaggio

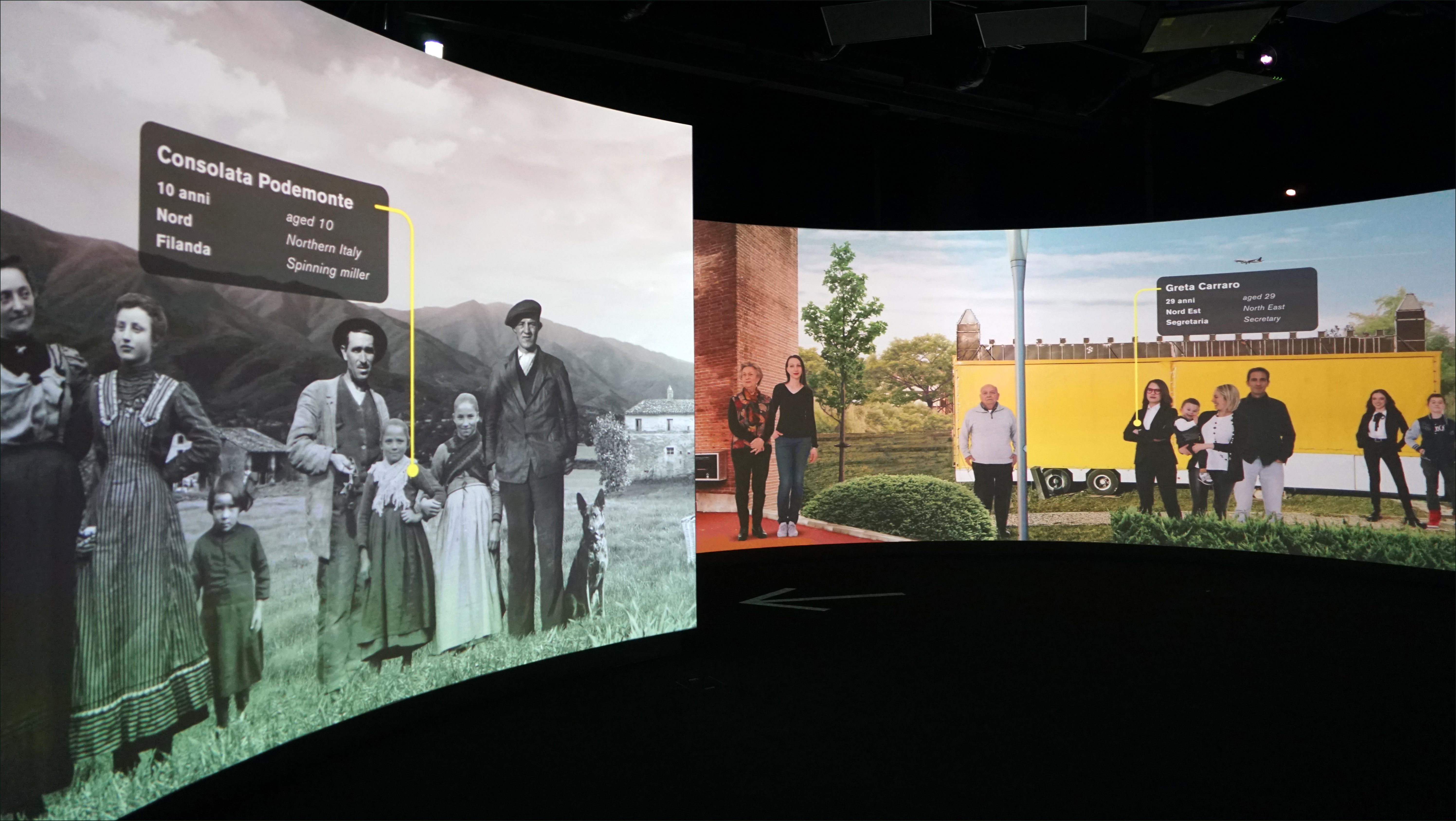
La trasformazione della moda

Il Museo M9 è allestito nei primi due piani del principale edificio del nuovo complesso architettonico e l'esposizione prevede il racconto multimediale della storia d'Italia del XX secolo, attraverso un percorso fra materiali digitali, tra cui circa 6.000 fotografie, 820 filmati montati in una videoproiezione complessiva di oltre dieci ore, 500 oggetti iconografici (manifesti, periodici, quotidiani e materiale grigio) e 400 file audio, provenienti da 150 archivi di interesse storico (tra cui Teche Rai, Istituto Luce, Fondazione Treccani, Centro Storico Fiat, Archivi Farabola, Fondazione archivio audiovisivo del movimento operaio e democratico, Archivio storico dell'ENI e Fondazione FS Italiane) e a disposizione del pubblico attraverso 60 installazioni multimediali e interattive.
Curata da storici, sociologi, architetti e scrittori, tra cui Chiara Saraceno, Giuseppe De Rita, Alberto Abruzzese, Irene Bignardi, Gianni Toniolo, Francesca Ghedini, Valerio Zingarelli e Guido Guerzoni, coordinati da Cesare De Michelis (scomparso pochi mesi prima dell'inaugurazione), i 2620 m² dell'esposizione permanente del museo comprendono otto sezioni tematiche sulla storia politica, economica, sociale e culturale della Penisola italiana:
1. Come eravamo, come siamo: demografia e strutture sociali
2. The Italian way of life: consumi, costumi e stili di vita
3. La corsa al progresso: scienza, tecnologia e innovazione
4. Soldi soldi soldi: economia, lavoro, produzione, benessere
5. Guardiamoci intorno: paesaggi e insediamenti urbani
6. Res publica: lo Stato, le istituzioni, la politica
7. Fare gli italiani: educazione, informazione e formazione
8. Per farci riconoscere: che cosa ci fa sentire italiani

Il terzo piano del museo è dedicato alle mostre temporanee, legate all'arte, al design, alla fotografia e alla tecnologia del XX secolo, mentre al piano terra è stato realizzato un auditorium-cinema con tecnologia 4K e VR.